# Hynek Bruntálský z Vrbna
Hynek Bruntálský z Vrbna (německy Heinrich von Wrbna-Freudenthal, 1457 – 1548) byl moravský šlechtic ze slezské linie rodu Bruntálských z Vrbna. Byl činný ve velení císařské armády v první polovině 16. století.

## Život
Narodil se jako syn Jana Bruntálského z Vrbna a Dorothey Roupovcové z Roupova, nebo  Rudské z Rudy. 
Hynek nastoupil vojenskou dráhu. Když v roce 1529 osmanská armáda o síle 100 000 můžů pod vedením Sulejmana I. táhla z Uher na Vídeň a 24. září zahájili první obléhání města, byl Hynek z Vrbna mezi obránci města. Byl zástupcem jednoho z velitelů čtyř slezských okresů se pod velením vévody Jana Opolského, pověřeného protitureckou obranou, kteří byli povoláni k úspěšné obraně Vídně.